# Platistèirids
Els platistèirids (Platysteiridae) són una família de petits ocells passeriformes que habiten boscos generalment oberts i zones arbustives, d'Àfrica tropical. Van ser classificats com una subfamília dels muscicàpids. Són aus insectívores que cacen llurs preses a terra, a la manera dels botxins.

## Alimentació
El component més important de la dieta de totes les espècies són els insectes, tot i que també es prenen aranyes, milpeus i escorpins, i fins i tot hi ha registres de consum de sargantanes petites. Entre les preses d'insectes, se'n mengen diversos tipus: escarabats, llagostes i altres ortòpters, mosques, mosquits, vespes, tèrmits, mantis i altres. Els membres d'aquesta família s'alimenten individualment o en grups familiars. Algunes espècies també s'uniran en grups d'alimentació d'espècies mixtes, la qual cosa confereix alguns avantatges en la ingesta.

## Llista de gèneres
Segons la classificació del Congrés Ornitològic Internacional (versió 10.2, 2020), aquesta família està formada per tres gèneres amb 31 espècies.
- Gènere Batis, amb 19 gèneres.
- Gènere Lanioturdus, amb una espècie: batis terrestre (Lanioturdus torquatus).[4]
- Gènere Platysteira, amb 11 espècies.